# Вукановићи (Какањ)
Вукановићи су насељено мјесто у Босни и Херцеговини у Општини Какањ које административно припада Федерацији Босне и Херцеговине. Према попису становништва из 1991. у насељу је живјело 642 становника.

## Становништво
| Националност       | 1991.        | 1981.        | 1971.        |
| Хрвати             | 637 (99,22%) | 587 (97,34%) | 452 (94,95%) |
| Муслимани          | 0            | 0            | 5 (1,05%)    |
| Срби               | 0            | 2 (0,33%)    | 19 (3,99%)   |
| Југословени        | 1 (0,15%)    | 1 (0,16%)    | 0            |
| остали и непознато | 4 (0,62%)    | 13 (2,15%)   | 0            |
| Укупно             | 642          | 603          | 476          |